# Longbeach (sigarette)

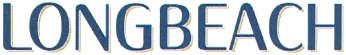
Logo Longbeach

Longbeach è una marca di sigarette australiane prodotte dalla Philip Morris International.
Le Longbeach sono vendute in pacchetti da 20, 25, 30 e 40 sigarette e la quantità di catrame va da 1 a 16 mg a differenza del tipo. 
Longbeach è anche un marchio di tabacco da rollare e viene venduto nelle confezioni da 30 e 50 grammi, anch'esse con una quantità di catrame che va da 1 a 16 mg a differenza del tipo.
I tipi venduti in Australia sono:
Filter (16 mg di catrame), Original (12 mg di catrame), Rich (8 mg di catrame), Smooth (6 mg di catrame), Fine (4 mg di catrame), Finesse (2 mg di catrame) e Select (1 mg di catrame). Le sigarette alla menta sono commercializzate nelle varianti Menthol (8 mg di catrame) e Menthol Fresh (2 mg di catrame).